# Asmaa Rhlalou
Asmaa Rhlalou (en árabe: اسماء غلالو‎) es una periodista y política marroquí. Desde el 24 de septiembre de 2021 es la alcaldesa de Rabat siendo la primera mujer que asume la alcaldía de la capital de Marruecos. Es miembro de la Agrupación Nacional de los Independientes  (RNI). Fue diputada de 2016 a 2021.

## Trayectoria
Es titular de un doctorado en economía por la Universidad de Perpignan en Francia.
Ha sido periodista en L'Opinion. De 2016 a 2021 fue diputada por la Agrupación Nacional de los Independientes  miembro de la comisión de finanzas y del desarrollo económico en la Cámara de Representantes de Marruecos. En 2017 participó en el Foro Mundial de las Mujeres líderes en política en Rekjavick.

### Alcaldesa de Rabat
En septiembre de 2021 se convirtió en la primera mujer al frente de la alcaldía de Rabat en una votación en la que también concurrieron Hassan Lachgar  de la USFP que logró 7 votos y Badia Bennani del Partido de la Justicia y el Desarrollo (PJD) que logró 8 votos.  Logró 58 de los 81 votos del consejo municipal. Llegó a la alcaldía con la coalición de su partido el RNI, el PAM, el Istiqlal y el MP.
Sustituyó a Mohamed Sadiki del Partido Justicia y Desarrollo. Otras mujeres, entre ellas Nabila Rmili al frente de la alcaldía de Casablanca, triunfaron en las elecciones municipales celebradas el 8 de septiembre de 2021. La participación de mujeres en las elecciones locales y regionales de Marruecos en 2021 fue de un 27 % frente al 12 % en las anteriores elecciones.

## Posiciones
Considera que la representación política de las mujeres y su acceso a los puestos de decisión es una exigencia no sólo social sino también para el desarrollo de la democracia. Es partidaria de las cuotas pero plantea la necesidad de ir más allá para avanzar en la presencia de mujeres en todos los ámbitos para alcanzar la paridad.